# Peter av Duklja
Peter av Duklja, död 1000, var en serbisk monark. Han var furste av Duklja från okänd tidpunkt fram till omkring år 1000.
Han regerade som bysantinsk vasallfurste över Duklja, ett serbiskt furstendöme som växte fram som bysantinsk vasallstat runt staden Duklja sedan Bysans och Bulgarien hade besegrat Tihomir av Serbien och delat Serbien mellan sig på 970-talet. Han är den första kända härskaren av denna stat, men det finns inte mycket dokumentation om honom. 